# Strahinja Savić (reditelj)
Strahinja Savić (Beograd, 1991) srpski je filmski i televizijski reditelj.

## Biografija
Srednju školu je završio u Rimu, gde je snimio svoj prvi dugometražni amaterski film „Memento Mori” (2007). Završio je osnovne i master studije filmske i televizijske režije na Fakultetu dramskih umetnosti 2015. godine, a zatim je doktorirao na istom fakultetu u oblasti teorija filma (naslov disertacije: „Narativni Univerzum Živka Nikolića: Identitet, Reprezentacija, Karnevalizacija”, 2021), pod mentorstvom prof. dr Nevene Daković. Njegova disertacija je jedan od prvih sveobuhvatnih analitičkih radova posvećenim opusu Živka Nikolića. Dobitnik je nagrade „Dušan Stojanović” za najbolji doktorski rad iz oblasti teorija filma. Bio je dobitnik stipendije „Dositeja” za osnovne i master studije, kao stipendista Ministarstva prosvete, nauke i tehnološkog razvoja za doktorske studije.
Objavio je naučne radove u časopisima „Kultura” i zborniku Fakulteta dramskih umetnosti.  Za prozni rad „Filozofski dnevnik jednog trinaestogodišnjaka” (2009) nagrađen je nagradom Borislav Pekić.
Kreator je prvog srpskog mini serijala o teoriji filma, „Film i teorija” (2022) realizovan na Brainz TV.
Stalni je član žirija Revije filmskog stvaralaštva dece i omladine Srbije. Radio je i kao filmski kritičar u emisiji „Kulturni centar” na Radio televiziji Srbije.
Profesor je Državnog univerziteta u Novom Pazaru.

## Knjige
- „Narativni univerzum Živka Nikolića”[11], u izdanju Društvo Raška Škola i Filmski centar Srbije, 2023.
- „Anomalije”,[12] pripovetke, u izdanju Društvo Raška Škola, 2024.

## Dela
Odabrana filmografija
- „Psihosocijal”, 2008 — nagrade za najbolju glumicu, režiju i najbolji film na 37. Reviji filmskog stvaralaštva dece i omladine Srbije
- „Tango u Tri Lika i Tri Prostora”, 2012[17][18] — nagrada za najbolji kratki film na Herceg Novi ilm festival i najbolju režiju na Dukafest, Banjaluka, i druge nagrade
- „Rujka”, 2013[19] — nagrada za najbolji kratki film na SEEfest Los Anđeles i Dukafest, Banjaluka, kao i nagrada „Jovan Aćin” na festivalu dokumentarnog i kratkometražnog filma, i druge nagrade
- „Devet Dana”, 2014 — nagrada na najbolji kratki film na SEEfest Los Anđeles i Herceg Novi film festival
- „Jedna noć”, 2016 — nagrada za najbolju fotografiju na festivalu SEEcs u Istanbulu, za najbolju glumicu Jovanu Stojiljković na festivalu Baštafest, i druge nagrade

TV i druga ostvarenja
- „Crveni mesec”, „Dinastija”, „Urgentni centar”, „Spomenici u prestonici”
- Muzički spotovi[21][22][23] (Dram — „Ceo grad”; Thcf — „Moraću da ostanem”, nagrađen na festivalu „Kinodrome”; Nenad Pavlović — „Šmeker”, takođe nagrađen na festivalu „Kinodrome”; Meta — „Vidim te”)
- Dokumentarni i namenski filmovi[24] („Jana”, 2013; „Varis”, 2020);
- Rklamni spotovi[25] (humanitarnog karaktera „Dajte krv”, 2014, nagrađen nagradom časopisa „Taboo” za najbolji non-profit tv spot; „Izlazak”, 2018; „Čep za hendikep”, 2019)

## Spoljašnje veze
- Strahinja Savić na veb-sajtu  (jezik: engleski)